# Salvador Llopis
Salvador Llopis Soler, más conocido como Cota (Oliva, Valencia, 2 de julio de 1950 - ibídem, 9 de enero de 2014), fue un futbolista profesional español que jugaba en la demarcación de portero.

## Biografía
Salvador Llopis debutó como futbolista profesional en 1967 con el UD Oliva, club en el que permaneció por dos temporadas. Tras un breve paso por el Valencia CF Mestalla, subió al primer equipo, el Valencia CF, en 1970, con el que fue campeón de la Primera División de España en la temporada 1970/1971, siendo el suplente de Abelardo, portero titular que disputó todos los partidos de la competición liguera esa temporada. Hizo su debut con el club en 1971 contra el RCD Mallorca en un partido de Copa del Rey con Alfredo Di Stéfano como entrenador. En la temporada siguiente se consolidó como portero titular del equipo. Una lesión le lastró sus últimas temporadas en el club, que al final optó por traspasarle al Zamora CF. Finalmente jugó también para el CP Villarrobledo, FC Torrevieja y por último de nuevo en el UD Oliva, donde se retiró como futbolista profesional.

## Clubes
| Club                 | País   | Año         |
| -------------------- | ------ | ----------- |
| UD Oliva             | España | 1967 - 1969 |
| Valencia CF Mestalla | España | 1969 - 1970 |
| Valencia CF          | España | 1970 - 1975 |
| Zamora CF            | España | 1975 - 1976 |
| CP Villarrobledo     | España | 1976 - 1977 |
| FC Torrevieja        | España | 1977 - 1978 |
| UD Oliva             | España | 1978 - 1979 |

## Palmarés
Valencia CF
- Primera División de España: 1971